# Jim Cummings (cineasta)
Jim Cummings (Nova Orleães, Luisiana, Estados Unidos, 31 de outubro de 1986) é um cineasta, ator e compositor americano, conhecido por escrever, dirigir e integrar o elenco principal da curta-metragem de Thunder Road (2016), que lhe valeu a realização da longa-metragem com o mesmo nome em 2018. Também escreveu, dirigiu e estrelou os filmes The Wolf of Snow Hollow (2020) e The Beta Test (2021).

## Vida Pessoal
Natural de Nova Orleães, estado de Luisiana, formou-se no Emerson College de Boston em 2009.

## Carreira
Pela sua longa-metragem Thunder Road (2018), Jim Cummings ganhou o South by Southwest Grand Jury Award de Melhor Argumento, tendo ainda sido nomeado pelo mesmo filme para o Independent Spirit John Cassavetes Awards.

## Filmografia

### Cinema
| Ano  | Título                                                 | Realizador | Produtor | Argumentista | Editor | Tipo                             | Notas      |
| ---- | ------------------------------------------------------ | ---------- | -------- | ------------ | ------ | -------------------------------- | ---------- |
| 2009 | Brothers                                               | x          |          |              |        | curta-metragem                   |            |
| 2010 | No Floodwall Here                                      | x          | x        | x            | x      | longa-metragem                   |            |
| 2012 | The Flamingo                                           | x          | x        |              |        | curta-metragem                   |            |
| 2013 | Timmy Muldoon and the Search for the Shadoweyes Bandit |            | x        |              |        | curta-metragem                   |            |
| 2013 | Euphonia                                               |            | x        |              |        | longa-metragem                   |            |
| 2014 | Confusion Through Sand                                 |            | x        |              |        | curta-metragem                   |            |
| 2015 | The Chucko                                             | x          |          |              |        | curta-metragem                   |            |
| 2015 | All Your Favorite Shows!                               |            | x        |              |        | curta-metragem                   |            |
| 2015 | The Grief of Others                                    |            | x        |              |        | longa-metragem                   |            |
| 2015 | Krisha                                                 |            | x        |              |        | longa-metragem                   |            |
| 2015 | 13 Cameras                                             |            | x        |              |        | longa-metragem                   |            |
| 2015 | A Morning Light                                        |            | x        |              |        | longa-metragem                   |            |
| 2015 | Cigar Box Banjo                                        |            | x        |              |        | curta-metragem                   |            |
| 2016 | Us Funny                                               | x          |          |              |        | curta-metragem                   | compositor |
| 2016 | Thunder Road                                           | x          |          |              |        | curta-metragem                   | compositor |
| 2016 | Summer Park                                            |            | x        |              |        | curta-metragem                   |            |
| 2017 | The Mountains of Mourne                                | x          |          |              |        | curta-metragem                   |            |
| 2017 | Hydrangeas                                             | x          |          |              |        | curta-metragem                   |            |
| 2017 | Parent Teacher                                         | x          |          |              |        | curta-metragem                   |            |
| 2017 | The Robbery                                            | x          |          |              |        | curta-metragem                   |            |
| 2017 | It's All Right, It's Ok                                | x          |          |              |        | curta-metragem                   |            |
| 2017 | Still Life                                             | x          |          |              |        | série de televisão (3 episódios) |            |
| 2017 | Cory Comes to Christmas                                | x          |          |              |        | curta-metragem                   |            |
| 2017 | Minutes                                                | x          |          |              |        | série de televisão (5 episódios) |            |
| 2018 | Krista                                                 |            | x        |              |        | curta-metragem                   |            |
| 2018 | Pyramid Circle                                         |            | x        |              |        | curta-metragem                   |            |
| 2018 | Thunder Road                                           | x          |          | x            | x      | longa-metragem                   |            |
| 2019 | Golf!                                                  |            | x        |              |        | curta-metragem                   |            |
| 2020 | Deep Down                                              |            | x        |              |        | curta-metragem                   |            |
| 2020 | Beast Beast                                            |            | x        |              |        | longa-metragem                   |            |
| 2020 | The Wolf of Snow Hollow                                | x          | x        | x            |        | longa-metragem                   |            |
| 2020 | The Surrogate                                          |            | x        |              |        | longa-metragem                   |            |
| 2020 | Deep Down                                              |            | x        |              |        | curta-metragem                   |            |
| 2021 | The Beta Test                                          | x          | x        | x            | x      | longa-metragem                   |            |
| 2021 | In a Silent Way                                        |            | x        |              |        | longa metragem                   |            |
| 2022 | Disfluency                                             |            | x        |              |        | longa-metragem                   |            |
| 2022 | This Land                                              |            | x        |              |        | longa-metragem                   |            |
| 2023 | Snake Oil Song                                         |            | x        |              |        |                                  |            |
| 2023 | The Last Stop in Yuma County                           |            | x        |              |        | longa-metragem                   |            |
| 2023 | Calladita                                              |            | x        |              |        | longa-metragem                   |            |
| 2024 | The Last Brunch                                        | x          |          |              |        | curta-metragem                   |            |
| 2024 | Is Now a Good Time?                                    | x          |          |              |        | curta-metragem                   |            |
| 2024 | Pretty Sad                                             | x          |          |              |        | curta-metragem                   |            |
| TBA  | The Yeti                                               |            | x        |              |        |                                  |            |

### Ator
| Ano  | Filme                        | Função              | Notas                           |
| ---- | ---------------------------- | ------------------- | ------------------------------- |
| 2014 | This is Jay Calvin           | Jay Calvin          | Curta-metragem                  |
| 2015 | 13 Cameras                   | Paul                | Longa-metragem                  |
| 2016 | Thunder Road                 | Jimmy Arnaud        | Curta-metragem                  |
| 2016 | Casual                       | Big Dean            | Série de televisão (1 episódio) |
| 2016 | Us Funny                     | Jim                 | Curta-metragem                  |
| 2017 | The Handmaid's Tale          | Burke               | Série de televisão (1 episódio) |
| 2017 | The Mountains of Mourne      | Jim                 | Curta-metragem                  |
| 2017 | The Show About the Show      | Youtube Commentator | Longa-metragem                  |
| 2017 | Still Life                   | Jim                 | Série de televisão (1 episódio) |
| 2017 | Minutes                      | Polícia             | Série de televisão (1 episódio) |
| 2018 | Thunder Road                 | Jim Arnaud          | Longa-metragem                  |
| 2019 | Greener Grass                | Rob                 | Longa-metragem                  |
| 2020 | The Wolf of Snow Hollow      | John Marshall       | Longa-metragem                  |
| 2020 | The Block Island Sound       | Dale                | Longa-metragem                  |
| 2021 | The Beta Test                | Jordan              | Longa-metragem                  |
| 2021 | Dave                         | Nice Guy            | Série de televisão (1 episódio) |
| 2021 | Halloween Kills              | Pete McCabe         | Longa-metragem                  |
| 2022 | The Show About the Show      |                     | Série de televisão (1 episódio) |
| 2023 | Barry                        | Barry Berkman       | Série de televisão (1 episódio) |
| 2023 | The Last Stop in Yuma County | Knife Salesman      | Longa-metragem                  |
| 2024 | 15 Cameras                   | Paul                | Longa-metragem                  |
| 2024 | Is Now a Good Time?          | Kyle Dimartin       | Curta-metragem                  |
| 2024 | Pretty Sad                   | Mr.                 | curta-metragem                  |

## Prémios e nomeações

### Festivais de cinema
| Year | Festival                                               | Film                    | Award                                              | Result    | Refs. |
| ---- | ------------------------------------------------------ | ----------------------- | -------------------------------------------------- | --------- | ----- |
| 2014 | USA Film Festival                                      | Confusion Through Sand  | Animation                                          | 1º Prémio |       |
| 2014 | Indianapolis International Film Festival               | Confusion Through Sand  | American Spectrum Prize - Best Short               | Vencedor  |       |
| 2016 | Sundance Film Festival                                 | Thunder Road            | Grand Jury Prize - Short Film                      | Vencedor  |       |
| 2016 | SXSW Film Festival                                     | Thunder Road            | Grand Jury Award for Narrative Short               | Nomeado   |       |
| 2016 | SXSW Film Festival                                     | Thunder Road            | Special Jury Award for Acting                      | Vencedor  |       |
| 2016 | Provincetown International Film Festival               | Thunder Road            | Jury Award - Best Narrative Short                  | Vencedor  |       |
| 2016 | Philadelphia Film Festival                             | Thunder Road            | Jury Award - Best Short Film                       | Nomeado   |       |
| 2016 | Palm Springs International ShortFest                   | Thunder Road            | Special Jury Award                                 | Vencedor  |       |
| 2016 | Los Angeles Film Festival                              | Thunder Road            | Jury Prize - Outstanding Performance               | Vencedor  |       |
| 2016 | HollyShorts Film Festival                              | Thunder Road            | Best Short Narrative                               | Vencedor  |       |
| 2016 | ÉCU Film Festival                                      | Thunder Road            | Festival Award - Non-European Shorts               | Vencedor  |       |
| 2016 | Chicago International Film Festival                    | Thunder Road            | Audience Choice Award - Best Short Film            | Vencedor  |       |
| 2016 | Champs-Élysées Film Festival                           | Thunder Road            | Best American Short Film                           | Vencedor  |       |
| 2016 | Champs-Élysées Film Festival                           | Thunder Road            | Audience Award                                     | Vencedor  |       |
| 2016 | Atlanta Film Festival                                  | Thunder Road            | Jury Award - Best Short Film                       | Vencedor  |       |
| 2016 | Anchorage International Film Festival                  | Thunder Road            | Best Short Film                                    | Vencedor  |       |
| 2016 | ShortList Film Festival                                | Thunder Road            | Creators League Prize                              | Vencedor  |       |
| 2017 | Sundance Film Festival                                 | The Robbery             | Grand Jury Prize - Short Film                      | Nomeado   |       |
| 2017 | SXSW Film Festival                                     | The Robbery             | Grand Jury Award - Narrative Short                 | Nomeado   |       |
| 2017 | Champs-Élysées Film Festival                           | The Robbery             | Best American Short                                | Vencedor  |       |
| 2017 | Anchorage International Film Festival                  | The Robbery             | Best Super Short Film                              | Vencedor  |       |
| 2018 | SXSW Film Festival                                     | Thunder Road            | Grand Jury Prize - Narrative Feature               | Vencedor  |       |
| 2018 | Sidewalk Film Festival                                 | Thunder Road            | Best Narrative Feature                             | Vencedor  |       |
| 2018 | Seattle International Film Festival                    | Thunder Road            | Grand Jury Prize - New American Cinema Competition | Vencedor  |       |
| 2018 | Seattle International Film Festival                    | Thunder Road            | Golden Space Needle Award- Best Actor              | Nomeado   |       |
| 2018 | Deauville American Film Festival                       | Thunder Road            | Grand Prix                                         | Vencedor  |       |
| 2018 | Nashville Film Festival                                | Thunder Road            | Grand Jury Prize - New Director                    | Vencedor  |       |
| 2018 | Fayetteville Film Festival                             | Thunder Road            | Best Narrative Feature                             | Vencedor  |       |
| 2018 | Philadelphia Film Festival                             | Thunder Road            | Archie Award- Best First Feature                   | Nomeado   |       |
| 2018 | Munich Film Festival                                   | Thunder Road            | Best Film by an Emerging Director                  | Nomeado   |       |
| 2018 | Buffalo International Film Festival                    | Thunder Road            | Best Feature Narrative                             | Nomeado   |       |
| 2018 | Athens Film Festival                                   | Thunder Road            | Best Picture                                       | Nomeado   |       |
| 2018 | Heartland Film Festival                                | Thunder Road            | Grand Prize - Narrative Feature                    | Nomeado   |       |
| 2019 | Independent Spirit Festival                            | Thunder Road            | John Cassavetes Award                              | Nomeado   |       |
| 2019 | Austin Film Critics Association                        | Thunder Road            | Breakthrouh Artist Performance                     | Nomeado   |       |
| 2020 | Americana Film Fest                                    | Thunder Road            | Audience Award                                     | Nomeado   |       |
| 2020 | Rondo Hatton Classic Horror Awards                     | The Wolf of Snow Hollow | Best Independent Film                              | Nomeado   |       |
| 2021 | Fangoria Chainsaw Festival                             | The Wolf of Snow Hollow | Best Lead Performance                              | Nomeado   |       |
| 2021 | Berlinale                                              | The Beta Test           | Encounters Award                                   | Nomeado   |       |
| 2021 | Nashville Film Festival                                | The Beta Test           | Grand Jury Prize Best Graveyard Shift Feature      | Nomeado   |       |
| 2021 | Strasbourg European Fantastic Film Festival            | The Beta Test           | Crossovers Prize                                   | Nomeado   |       |
| 2021 | Eastern Oregon Film Festival                           | The Beta Test           | Best Narrative                                     | Nomeado   |       |
| 2021 | Festival International du Film Indépendant de Bordeaux | The Beta Test           | Best Film                                          | Nomeado   |       |
| 2024 | SXSW Film Festival                                     | The Last Brunch         | Grand Jury Award (Short Films)                     | Nomeado   |       |